# Le storie di Mogol
Le storie di Mogol è una raccolta di brani scritti da Mogol, pubblicata nel 2005 dalla BMG Ricordi.

## Tracce
CD 1
1. Al di là – 2:58 – Luciano Tajoli
2. Se piangi, se ridi – 3:00 – Bobby Solo
3. Stessa spiaggia, stesso mare – 2:24 – Piero Focaccia
4. Una lacrima sul viso – 3:09 – Bobby Solo
5. Chi ci sarà dopo di te – 2:57 – Fred Bongusto
6. Con te sulla spiaggia – 2:41 – Nico Fidenco
7. Un anno d'amore (C'est irreparable) – 3:15 – Mina
8. L'esercito del surf – 2:10 – Catherine Spaak
9. A chi (Hurt) – 3:23 – Fausto Leali
10. Riderà (Fais la rire) – 3:01 – Little Tony
11. Perdono – 2:59 – Caterina Caselli
12. Che colpa abbiamo noi (Cheryl's going home) – 2:16 – The Rokes
13. Ma per fortuna – 2:37 – Amedeo Minghi
14. Se stasera sono qui – 3:01 – Luigi Tenco
15. L'immensità – 3:26 – Johnny Dorelli
16. Guardo te e vedo mio figlio – 2:31 – Dik Dik
17. 29 settembre – 2:34 – Equipe 84
18. Sole, pioggia e vento – 3:42 – Mal
19. Senza luce (A Whiter Shade of Pale) – 3:59 – Wess
20. La farfalla impazzita – 3:24 – Paul Anka

CD 2
1. Il paradiso – 2:25 – Patty Pravo
2. Marylou – 2:26 – Edoardo Bennato
3. Mamma mia – 3:32 – I Camaleonti
4. Sole giallo, sole nero – 4:07 – Formula 3
5. La prima cosa bella – 3:09 – Nicola Di Bari
6. Io ti amo, amo te – 2:59 – Domenico Modugno
7. Canzone blu – 3:19 – Tony Renis
8. Impressioni di settembre – 4:23 – Premiata Forneria Marconi
9. Pensieri e parole – 3:50 – Lucio Battisti
10. Amore caro, amore bello – 3:07 – Bruno Lauzi
11. È ancora giorno – 4:44 – Adriano Pappalardo
12. Un uomo da bruciare – 3:36 – Renato Zero
13. Gli orologi – 3:17 – Loredana Bertè
14. Resta vile maschio dove vai? – 4:33 – Rino Gaetano
15. Cervo a primavera – 4:07 – Riccardo Cocciante
16. Nell'aria – 3:55 – Marcella Bella
17. Oro – 4:32 – Mango

CD 3
1. Canzoni stonate – 4:21 – Gianni Morandi
2. Celeste nostalgia – 4:13 – Riccardo Cocciante
3. America OK – 4:00 – New Trolls
4. Nuova gente – 5:10 – Gianni Bella
5. Serena alienazione – 4:11 – Riccardo Del Turco
6. Senza un briciolo di testa – 4:07 – Marcella Bella
7. Vita – 4:33 – Lucio Dalla & Gianni Morandi
8. Succede – 3:18 – Mario Lavezzi
9. Se tu provi – 4:32 – Mike Francis
10. Stella nascente – 3:33 – Ornella Vanoni
11. Mediterraneo – 3:56 – Mango
12. Aria e cielo – 3:37 – Umberto Tozzi
13. L'arcobaleno – 3:28 – Adriano Celentano